# Paullinia leiocarpa
Paullinia leiocarpa är en kinesträdsväxtart som beskrevs av August Heinrich Rudolf Grisebach. Paullinia leiocarpa ingår i släktet Paullinia och familjen kinesträdsväxter. Inga underarter finns listade i Catalogue of Life.